# Claus Schedl
Claus Nikolaus Schedl CSsR (* 3. August 1914 in Oberloisdorf; † 19. Juni 1986 in Sankt Stefan ob Leoben) war ein österreichischer römisch-katholischer Theologe und Ordenspriester der Kongregation des Heiligsten Erlösers.

## Leben
Schedl legte 1932 das Ordensgelübde der Redemptoristen ab, studierte ab 1934 Theologie an der Philosophisch-Theologischen Ordenslehranstalt in Mautern in Steiermark und wurde 1939 zum Priester geweiht. Der Abschluss des Studiums erfolgte 1940 an der extraterritorialen Lehranstalt in Puchheim, nachdem das Kloster Mautern unter der Besetzung durch die Nationalsozialisten aufgelöst worden war. Aus gesundheitlichen Gründen vom Militärdienst befreit, absolvierte Schedl Doktorandenstudien in Wien (Katholische Theologie) und Tübingen (Semitistik mit Schwerpunkt Arabisch und Syrisch). 1942 erfolgte die Promotion in Wien, 1943 in Tübingen. Im Bereich alttestamentliche Bibelwissenschaften habilitierte er sich 1947. Nach einem kurzen Studienaufenthalt in Breslau wirkte er in der Wiener Marienpfarre in Hernals als Seelsorger. Von 1951 bis 1957 war er Rektor der Ordenshochschule in Mautern.
Von 1951 bis 1960 bereiste Schedl unter schwierigen Bedingungen ausgedehnt den Nahen und Mittleren Osten, wo er mehrfach verhaftet wurde und unter Beschuss geriet. Ab 1952 lehrte er an der Karl-Franzens-Universität in Graz, wo er 1967 zum ordentlichen Professor für Biblische Theologie ernannt wurde. Der Lehrstuhl wurde 1978 in das Institut für Religionswissenschaften umgewandelt, Schedl blieb bis zu seiner Emeritierung 1984 dort tätig.
Karl Prenner würdigte Schedl als „Brückenbauer zwischen den Religionen“. Schedl sei pionierhaft den Einflüssen und Zusammenhängen zwischen den Religionen nachgegangen und habe versucht, ein positives Bild Mohammeds auch im christlichen Kontext zu vermitteln. Claus Schedl starb am 19. Juni 1986 bei einem Autounfall.

## Ehrungen
- Großes Goldenes Ehrenzeichen des Landes Steiermark[1]
- Großes Silbernes Ehrenzeichen für Verdienste um die Republik Österreich[1]

## Werke
- Zur Theologie des Alten Testaments. Herder, 1986.
- Zur Christologie der Evangelien. Herder, 1984.
- Als sich der Pfingsttag erfüllte. Erklärung der Pfingstperikope Apg 2, 1–47. Herder, 1982.
- Muhammad und Jesus. Die christologisch relevanten Texte des Koran. Herder, 1978.
- Baupläne des Wortes: Einführung in die biblische Logotechnik. Herder, 1974.
- Rufer des Heils in heilloser Zeit. Der Prophet Jesaiah Kapitel I–XII. Schöningh, 1973.
- History of the Old Testament. Alba House, 1972.
- Geschichte des Alten Testaments, 5 Bände. Tyrolia, 1956–1964.
- Ein feste Burg. Psalmen für junge Christen. Stephanus, 1947.